# Ternejskij rajon
Il Ternejskij rajon (in russo Терне́йский райо́н?) è un rajon (distretto) del Territorio del Litorale, nell'estremo oriente russo; il capoluogo è l'insediamento di tipo urbano di Ternej.
Si estende lungo la costa all'estremità nordorientale del Territorio del Litorale, presso i confini del Territorio del Litorale con il Territorio di Chabarovsk. L'intero rajon si estende sul versante orientale della catena montuosa dei Sichotė-Alin', mentre la linea costiera è affacciata sul mare del Giappone. I fiumi principali sono la Samarga e la Kema.
La popolazione è molto scarsa (la densità è di circa 0,5 abitanti per chilometro quadrato); i centri urbani di maggior rilievo sono il capoluogo Ternej e Plastun.